# بول فان دورين
بول فـان دورين (بالإنجليزية: Paul Van Doren)‏ هو رائد أعمال أمريكي، ولد في 1930 في بوسطن في الولايات المتحدة.